# Shemar Jean-Charles
Shemar Samson Jean-Charles (Miramar, 20 giugno 1998) è un giocatore di football americano statunitense che milita nel ruolo di cornerback per i San Francisco 49ers della National Football League (NFL).

## Carriera

### Green Bay Packers
Jean-Charles al college giocò a football alla Appalachian State University. Fu scelto nel corso del quinto giro (178º assoluto) nel Draft NFL 2021 dai Green Bay Packers. Nella sua stagione da rookie disputò 14 partite, nessuna delle quali come titolare, con 8 tackle.

### San Francisco 49ers
Il 31 agosto 2023 Jean-Charles firmò con la squadra di allenamento dei San Francisco 49ers.